# Карвальяйш (Сан-Педру-ду-Сул)
Карвальяйш (порт. Carvalhais) — район (фрегезия) в Португалии, входит в округ Визеу. Является составной частью муниципалитета Сан-Педру-ду-Сул. Находится в составе крупной городской агломерации Большое Визеу. По старому административному делению входил в провинцию Бейра-Алта. Входит в экономико-статистический субрегион Дан-Лафойнш, который входит в Центральный регион. Население составляет 1762 человека на 2001 год. Занимает площадь 31,89 км².
Покровителем района считается Иаков Зеведеев (порт. S. Tiago).